# 마이펫의 이중생활 2
《마이펫의 이중생활 2》(영어: The Secret Life of Pets 2)는 미국에서 제작된 크리스 러노 감독의 2019년 코미디 애니메이션 영화이다. 《마이펫의 이중생활》(2016)의 속편이며 마이펫의 이중생활 영화 시리즈 두 번째 작품이다. 패튼 오즈월트, 제니 슬레이트, 해리슨 포드, 케빈 하트, 티퍼니 해디시, 에릭 스톤스트리트, 레이크 벨, 닉 크롤 등이 목소리 출연하였다.
2020년 제47회 애니상에서 장편 애니메이션 부문 성우상과 편집상 후보에 올랐다.
시리즈 세 번째 작품이 제작 중에 있다.

## 줄거리
맥스와 듀크의 주인 케이티는 이제 척과 결혼을 하여 어린 아들 리엄이 생겼다. 맥스와 친구들은 전편과 마찬가지로 주인들 몰래 다양한 도전과 모험을 겪으며 진정한 용기를 내는 법을 배워나간다.

## 목소리 출연
- 패튼 오즈월트 - 잭 러셀 테리어 맥스 역
- 제니 슬레이트 - 포메라니안 기짓 역
- 해리슨 포드 - 웰시 시프도그 루스터 역
- 케빈 하트 - 래빗 스노볼 역
- 티퍼니 해디시 - 시추 데이지 역
- 에릭 스톤스트리트 - 뉴펀들랜드 듀크 역
- 레이크 벨 - 범무늬 고양이 클로이 역
- 닉 크롤 - 세르게이 역
- 데이나 카비 - 배싯하운드 팝스 역
- 크리스 러노 - 기니피그 노먼 역
- 엘리 켐퍼 - 맥스와 듀크 주인 케이티 역
- 해니벌 버리스 - 미니어처 닥스훈트 버디 역
- 보비 모이니핸 - 퍼그 멜 역
- 피트 홈스 - 척 역
- 메러디스 샐런저 - 고양이 여사 역
- 태라 스트롱 - 사랑앵무 스위트피 / 불도그 피클스 / 아기 리엄 역
- 제시카 디치코 - 푸들 프린세스 / 배싯하운드 타이니 역

### 우리말 녹음
- 엄상현 - 맥스 역
- 최석필 - 듀크 역
- 이호산 - 스노볼 역
- 장광 - 루스터 역
- 김보나 - 기짓 역
- 김옥경 - 클로이 역
- 전숙경 - 데이지 역
- 안장혁 - 세르게이 역
- 김나율 - 케이티 역

## 개봉
《마이펫의 이중생활 2》는 유니버설 픽처스에 의해 2019년 6월 7일 개봉되었다. 원래 7월 13일 개봉 예정이었다가, 2019년 7월 3일로 앞당겨지기도 했다. 영국에서는 1주 더 앞선 2019년 5월 27일 개봉되었다. 한국에서는 1주 더 앞선 2019년 7월 31일 개봉되었다.